# Ньянамоли Бхикку
Ньянамоли Бхикку (имя при рождении Осберт Джон С. Мур; 25 июня 1905 - 8 марта 1960) — британский буддистский монах традиции Тхеравада и переводчик палийской литературы. 

## Биография
Осберт родился в Кембридже и был единственным ребенком биолога Джона Эдмунда Мура и Элоизы Мур (урождённой Сальвин). Мальчика назвали в честь отца Элоизы, натуралиста Осберта Сэльвина. Он изучал современные языки в Эксетер-колледж. Во время Второй мировой войны пошёл в армию в зенитные войска и был переведён в центр подготовки офицеров разведки. Его отправили в лагерь на острове Мэн, чтобы наблюдать за интернированными итальянцами.  
В 1944 году он был отправлен в Италию в качестве офицера разведки для проведения допросов шпионов и диверсантов. В этот период он открыл для себя буддизм, прочитав «Доктрину пробуждения» Юлиуса Эволы, книгу, которая давала ницшеанскую интерпретацию буддизма. Она была переведена его другом Гарольдом Эдвардом Муссоном, также офицером разведки, служившим в Италии. 
После войны Мур присоединился к итальянской секции BBC. Мур и Муссон, которые жили в одной квартире в Лондоне, были разочарованы своей жизнью и в 1949 году уехали в Шри-Ланку, чтобы стать буддийскими монахами. С 24 апреля 1949 года они стали саманерами, церемонию паббаджи провёл Ньянатилока а обители Остров Эрмитаж. В 1950 году они получили посвящение в бхиккху в храме Ваджирарама в Коломбо. Ньянамоли почти всю свою монашескую жизнь, которая продлилась 11 лет, провёл на Острове Эрмитаж. 
Изучив основы пали c помощью Ньянатилоки, Ньянамоли за сравнительно короткое время освоил язык пали и приобрёл обширные знания канонических писаний. Он стал известен своими переводами с пали на английский таких трудных текстов как Неттиппакарана. Он также написал эссе по аспектам буддизма. К 1956 году он перевёл на английский язык Висудхимаггу и опубликовал текст под названием «Путь очищения». Он также составил «Жизнь Будды», достоверную и популярную биографию Будды, основанную на подлинных записях Палийского канона. Его заметки с философскими мыслями были собраны Ньянапоникой Тхера и опубликованы как «Записная книжка мыслителя». 
Сделанный им рукописный черновой перевод « Маджхима-никая» был после его смерти отредактирован Бхиккху Кхантипало и частично опубликован как «Сокровище наставлений Будды». Затем последовала новая редакция Бхиккху Бодхи и публикация как «Наставления Будды средней длины» в 1995 году. Другие черновые переводы, отредактированные и опубликованные после его смерти, — это «Путь различения» (Патисамбхидамага) и «Рассеиватель заблуждения» (Sammohavinodanī). 
Во время паломничества Ньянамоли внезапно скончался от сердечной недостаточности в деревне Вехерагама недалеко от Махавы . Его тело было доставлено в храм Ваджирарама в Коломбо и кремировано на близлежащем кладбище. 

## Работы
- Minor Readings and Illustrator. The Khuddakapāṭha and Commentary. — Pali Text Society, 1960.
- The Guide (Nettipakarana). — Pali Text Society, 1962.
- Piṭaka-Disclosure (Peṭakopadesa). — 1964.
- The Path of Discrimination (Patisambhidamagga). — Pali Text Society, 1982.
- Dispeller of Delusion (Sammohavinodanī). — Pali Text Society, 1987, 1991.
- The Path of Purification: Visuddhimagga (англ.). — Buddhist Publication Society, 1991. — 907 p.
- Mindfulness of Breathing (Ānāpānasati): Buddhist Texts from the Pali Canon and Extracts from the Pali Commentaries (англ.). — 6 ed. — Kandi, Sri Lanka: Buddhist Publication Society, 1998. — ISBN 955-24-0167-4.
- The Life of the Buddha: as it appears in the Pali Canon, the oldest authentic record (англ.). — 1 ed. — Kandi, Sri Lanka: Buddhist Publication Society, 1972. — 369 p.
- The Practice of Loving-kindness (Mettā): as taught by the Buddha in the Pali Canon (англ.). — 1 ed. — Kandi, Sri Lanka: Buddhist Publication Society, 1958. — 369 p. — ISBN 955–24–0170–4. Архивировано 31 октября 2020 года.
- A Pali-English Glossary of Buddhist Technical Terms (англ.) / Bhikkhu Bodhi. — 2 ed. — Kandi, Sri Lanka: Buddhist Publication Society, 2007. — 140 p. — ISBN 9552400864.
- Three Cardinal Discourses of the Buddha: Translation with Introduction and Notes (англ.). — 1 ed. — Kandi, Sri Lanka: Buddhist Publication Society, 1995. Архивировано 25 августа 2020 года.
- Pathways of Buddhist Thought: Four Essays (from Posthumous papers) (англ.). — The Wheel Publication No. 52/53. — Buddhist Publication Society, 1963.
- The Three Refuges: Bodhi Leaves No. 5 (англ.). — Buddhist Publication Society, 1962.
- Anicca-Dukkha-Anatta. According to the Theravāda. Three Essays in The Three Basic Facts of Existence (англ.) // The Wheel. — 1973–74. — No. 186/187, 191/193, 202/204.
- Thinker's Notebook: Posthumous Papers of a Buddhist Monk (англ.). — 2 ed. — Kandi, Sri Lanka: Buddhist Publication Society, 2009. — 256 p. — ISBN 955240312X.
- The Patimokkha Rule (The Rule for Buddhist Monks, 227 Fundamental Rules of a Bhikkhu) (англ.). — Mahamakutarajavidyalaya King Maha Makuta's Academy, 1992. — ISBN 0991746996.
- A Treasury of the Buddha's Discourses. Compilation of Suttas from the Majjhima Nikaya (англ.) / Bhikkhu Khantipalo. — Mahamakutarajavidyalaya King Maha Makuta's Academy, 1977.
- Middle Length Length Discourse of the Buddha (англ.) / Bhikkhu Bodhi. — Wisdom Publications, 1995, 2005, 2009. — ISBN 0-86171-072-X.